# Tanytarsus dissimilis
Tanytarsus dissimilis är en tvåvingeart som beskrevs av Oskar Augustus Johannsen 1905. Tanytarsus dissimilis ingår i släktet Tanytarsus och familjen fjädermyggor. Inga underarter finns listade i Catalogue of Life.